# Juana de Austria y Xériga
Juana de Austria (Valencia, 1523 – Valencia, 1530), fue una hija ilegítima del emperador Carlos V con una dama vallisoletana llamada Catalina de Rebolledo.

## Biografía
El fin de semana entre los días 2 y 4 de septiembre de 1522, el rey Carlos I de España y V de Alemania, visitó a su madre Juana la Loca en Tordesillas. La reina Juana tenía una ayudante de cámara, o dama de espera, llamada Catalina de Rebolledo, mujer casada y con siete hijos, dama adscrita a la casa de Enrique III de Nassau-Breda (Conde de Nassau).
De nuevo los ímpetus amorosos del Emperador surgieron efecto y embarazó a doña Catalina. Una vez embarazada, y de todos sabido quien era el padre, Catalina desapareció de Valladolid, incluso cambiando de apellido de Rebolledo a Xériga, dirigiéndose a Valencia  (otras fuentes indican los Países Bajos ). Y fue allí, bien en Valencia o en los Países Bajos, donde su hija Juana nació a finales de mayo o principios de junio de 1523.
A lo cuatro meses de edad fue llevada junto con su madre al convento Extramuros de Madrigal de las Altas Torres (Ávila), de la Orden de San Agustín (O.S.A), donde estuvieron bajo la custodia de la madre abadesa María de Aragón (hija natural de Fernando el Católico), y unos años después de vuelta a Valencia, donde ambas pasarían sus últimos años de vida.
Madre e hija vivieron bajo la protección de Enrique III de Nassau-Breda (conde de Nassau, mano derecha del Emperador por aquellas fechas ) y su esposa Mencía de Mendoza y Fonseca, y por Germana de Foix.
El Emperador les dejó a la madre e hija una pensión vitalicia de 15.000 maravedíes, lo cual no era una pensión elevada.
La hija del Emperador murió tempranamente, en 1530, con sólo siete años de edad, probablemente debido a una epidemia de peste (1527-1530) que hubo por aquellos años en territorios de la Corona de Aragón (1527-1530), y que entró probablemente por Barcelona vía Marsella, u otra de "peste de garganta" o “garrotillo” (tal como los españoles llamaban a la difteria y a veces también a otras anginas sofocantes, ya que la difteria en si todavía no estaba identificada, y que afectaba mucho a los niños ) que hubo en Valencia por aquellos años. Unos días o meses después, muere su madre Catalina, probablemente de peste.